# Anatoli Semjonov
Anatoli Anatoljevitsj Semjonov (Russisch: Анатолий Анатольевич Семёнов) (Moskou, 5 maart 1962) is een Russisch ijshockeyer.
Semjonov won tijdens de Olympische Winterspelen 1988 de gouden medaille met de Sovjetploeg.
Semjonov werd in 1987 wereldkampioen. Semjonov speelde voor meerdere NHLclubs.